# U Volbrechtů
U Volbrechtů byla kavárna a restaurace v Českých Budějovicích, jedno z center českého kulturního a společenského života ve městě.

## Historie
V místě přiléhajícím ke Kněžské ulici mezi současnými ulicemi Hradební a Na Mlýnské stoce se původně rozkládal hradební parkán, ve kterém ve 14. a 15. století fungoval židovský hřbitov. Snad v šestnáctém století zde vznikla vysoká hradební věž Rauscher s pro České Budějovice nezvyklým kruhovým půdorysem. Po jejím odstranění roku 1825 sloužila parcela podniku Restauration Bad, lázním s restaurací, který fungoval do roku 1889. Na jeho místě byla v letech 1904–1905 postavena kavárna a restaurace U Volbrechtů v letech 1970–1975 přestavěná na Dům politické výchovy (VUML).

## Architektura
Budovu v letech 1904–1905 realizovala stavební firma Jaroslava Teslíka podle návrhu Josefa Pfeffermanna. Secesní jednopatrová stavba nesla bohatou figurální freskovou výzdobu na průčelí i bočních fasádách.

## Podnik
Podnik provozoval Václav Volbrecht. Zkušenosti získal původně jako vrchní číšník v nádražní restauraci bratra Ludvíka, později ve vlastní kavárně v ulici U Černé věže. Po něm restauraci U Volbrechtů převzal Václav Vaněk a poté Leopold Novák. Spolky a výbory fungovaly v patře, kde měly k dispozici klubovny, stolní společnosti v přízemí, někdy i v lokále. Zařízení fungovalo do roku 1948. Točilo se plzeňské pivo.

## Kulturní, umělecký a politický život

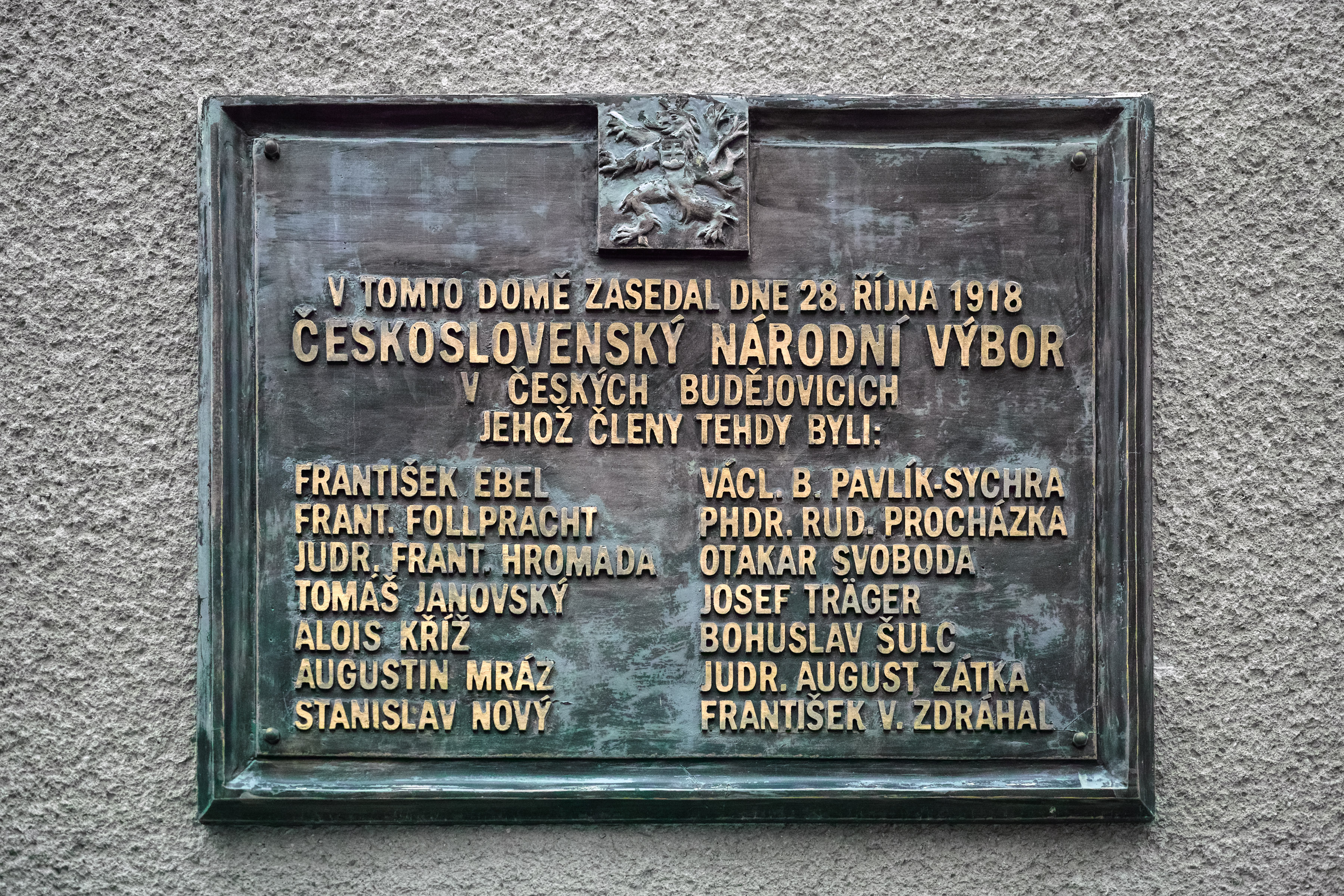
Pamětní deska vzniku Československa

Od otevření navštěvovala zařízení převážně česká klientela. 19. října 1912 byl založen Klub přátel města. 25. října 1918 vznikl v lovecké salónku komitet zástupců šesti politických stran, který se 28. října 1918 v 17 hodin prohlásil Národním výborem. V meziválečné době restauraci využívaly různé umělecké, kulturní a politické spolky. 10. prosince 1919 došlo k ustanovení Klubu šachistů, 28. září 1924 následoval Radioklub (třetí v zemi po Praze a Brnu, ještě téhož roku přijímal vysílání z New Yorku). 24. října 1925 zde bylo založeno Sdružení jihočeských výtvarníků‎ a kancelář odboru Klubu československých turistů. Rovněž U Volbrechtů vzniklá stolní společnost J. D. T. („Jen Do Toho“) v haškovském stylu kritizovala politiku a politiky.
Z dalších klubů, spolků, společností a organizací zde byly založeny nebo v objektu sídlily: klub Za staré Budějovice, Klub šachistů, Český ski klub, Jednota jihočeských fotografů, Taneční klub, ČLTK - odbor ping-pongu, Rotary klub, tajně zednáři, Svaz občanů bez vyznání, sekretariát Sportovního klubu (SK, později Dynamo, hřiště měl klub u plynárny), Karetní společnost bulkařů.
Podnik navštěvovali ministři ČSR, operní pěvkyně Ema Destinnová, spisovatel Jaroslav Hašek a kibic Vilda Rámus, který vybíral příspěvky na dobročinné účely (mj. na zchudlého loutkoherce Jindřicha Kopeckého žijícího v budějovickém chudobinci).

## Pamětní deska
Poslanec Alois Kříž navrhl, aby místo, kde byl ustanoven Národní výbor u příležitosti založení Československa, připomínala pamětní deska. Tento návrh byl jednohlasně schválen. Desku připravil architekt Karel Chochola a k odhalení došlo 20. května 1929. Byla odstraněna za okupace 1939–1945 a znovu v roce 1948. Podle senátora Jiřího Pospíšila se deska našla ve sklepě budovy, k opětovnému umístění na fasádu došlo buďto 1990 (podle Kováře) nebo 28. října. 1995 (podle Pletzera). Roku 2005 ovšem byla bronzová deska odcizena a 24. října 2008 došlo k náhradě za kopii z patinované pryskyřice, kterou podle fotografií originálu připravil sochař Michal Trpák.

## Přestavba a novodobá historie
Po roce 1948 byla restaurace přeměněna na Poradnu a studovnu marxismu leninismu, čemuž v letech 1970–1975 následovala přestavba podle návrhu Ludvíka Sýkory a Bohdana Sovy na Dům politické výchovy. Krátce po revoluci, v letech 1989–1990, zde sídlilo Občanské fórum a po roce 1991 sloužila budova Jihočeské univerzitě.